# Jarana Jarocha

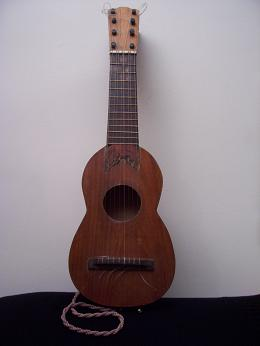
Jarana primera

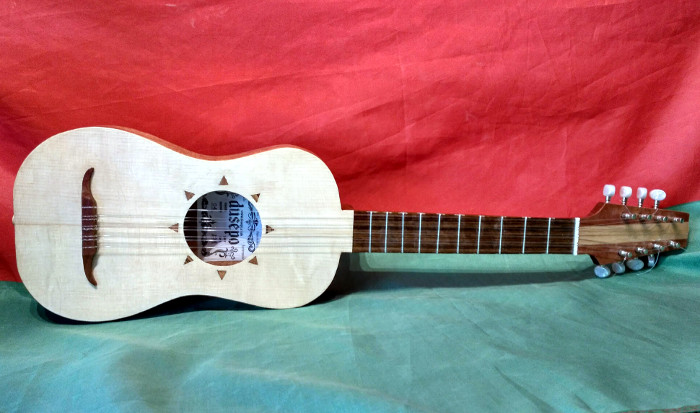
Jarana segunda

Die Jarana Jarocha ist eine Art kleine Gitarre aus Mexiko.
Die Jarana Jarocha stammt aus der Region Veracruz, Mexiko. Traditionell wird das Instrument in Form einer kleinen schmalen Gitarre mit Holzwirbeln aus einem Stück Holz geschnitzt, heute wird sie wie andere Gitarren zusammengesetzt gebaut. Es gibt sie in unterschiedlichen Größen. Die acht Saiten sind in fünf Chöre geteilt, die in verschiedenen Stimmungen, wobei eine (als Bordun dienende) Basssaite in der Nähe der höchsten Saite gebräuchlich ist, gespielt werden, häufig G-C-E-A-G.
Die Jarana dient zur Begleitung des Son Jarocho. Sie wird nicht gezupft, sondern akkordisch angeschlagen.